# Ліберальна партія (Болгарія)
Ліберальна партія (болг. Либерална партия) — політична партія в Болгарії, що відігравала значну роль у внутрішній політиці між незалежністю в 1878 році і серединою 1880-х, коли вона розпадається на декілька різних фракцій.

## Історія
Партія була створена після виборів до Асамблеї в січні 1879 Петко Каравеловим, Петко Славейковим і Драганом Цанковим. На парламентських виборах у вересні та жовтні того ж року партія отримала 140 з 170 місць в Національних зборах. На виборах в наступному році Ліберальна партія зберегла свою більшість в Асамблеї, вигравши 103 з 162 місць. На виборах 1884 — 100 з 171 місць.
У середині — кінці 1880-х років партія поступово розпадається на Прогресивну ліберальну партію (1884), Народну ліберальну партію (1886) і Ліберальну партію (радославісти) (1887). Ліберальна партія була відновлена на короткий час в 1890, вигравши три місця на виборах 1894, перш ніж стати Демократична партія в 1896 році.